# Mariana Marcelino
Mariana Grasielly Marcelino (née le 16 juillet 1992 est une athlète brésilienne, spécialiste du lancer de marteau. 
Elle est triple championne d'Amérique du Sud de la discipline (2017, 2019 et 2021).

## Biographie
Lors des championnats du Brésil de 2017 elle porte le record national à 67,02 m.
Elle récidive aux championnats de 2019 avec 67,45 m.
En 2021, elle devient pour la troisième fois championne d'Amérique du Sud, à Guayaquil.
Aux championnats du Brésil elle remporte le septième titre de sa carrière.

## Palmarès
| Date | Compétition                    | Lieu           | Résultat | Marque  |
| ---- | ------------------------------ | -------------- | -------- | ------- |
| 2016 | Championnats ibéro-américains  | Rio de Janeiro | 3e       | 60,91 m |
| 2017 | Championnats d'Amérique du Sud | Luque          | 1re      | 66,83 m |
| 2019 | Championnats d'Amérique du Sud | Lima           | 1re      | 66,78 m |
| 2021 | Championnats d'Amérique du Sud | Guayaquil      | 1re      | 66,16 m |
| 2022 | Championnats ibéro-américains  | La Nucia       | 2e       | 64,51 m |

### National
- 7 titres : 2014, 2016-2021

## Records
| Épreuve           | Performance  | Lieu      | Date         |
| ----------------- | ------------ | --------- | ------------ |
| Lancer du marteau | 68,35 m (NR) | Guayaquil | 23 juin 2021 |